# Parròquia de Dunika
La Parròquia de Dunika (en letó: Dunikas pagasts) és una unitat administrativa del municipi de Rucava, al sud de Letònia. Abans de la reforma territorial administrativa de l'any 2009 pertanyia al raion de Liepaja.

## Pobles, viles i assentaments
| - Bites - Dunika - Jēči - Lankuti - Langeris - Lukne |  | - Sedviņi - Sikšņi - Slamsti - Sudargi - Šuķene |  |